# Lockheed Martin X-56
Lockheed Martin X-56 Multi-Utility Technology Testbed (MUTT) neboli víceúčelová technologická létající zkušebna, je americký experimentální modulární bezpilotní letoun, který vznikl jako součást programu Multi-Utility Aeroelastic Demonstrator (MAD), který byl fináncován Air Force Research Laboratory (AFRL). Letoun X-56 je zaměřen na testování aktivního potlačení flutteru, což je nepříznivý jev způsobující kmitání nosných ploch, konstrukce. Tento jev vzniká působením aeroelastických sil vnějších či vnitřních, například při poryvech větru, odhozením munice, při rychlých zásazích do řízení letu. V krajním případě může vést k destrukci letounu. Armstrongovo letecké výzkumné středisko NASA se s letounem X-56A zaměřila na výzkum lehkých leteckých konstrukcí a pokročilých řídících technologií.

## Konstrukce
Letoun X-56 využívá koncepci hybridního křídla (BWB), u které trup letounu přechází plynule v křídlo. X-56 MUTT byl navržen jako modulární letoun s měnitelnými křídly, které byly dlouhé, štíhlé a zakončené winglety. Jejich výměna probíhala na zemi. Firmou Lockheed Martin byly vyrobeny dva centroplány, sada pevných křídel a tři sady flexibilních křídel s vysokým poměrem stran.
Pohon letounu měly původně obstarávat dva proudové motory JetCat P240, ale nakonec byly použity proudové motory Jetcat P400, které byly umístěny na dvou pylonech nad zadní částí centroplánu.
Letoun přistával na pevný tříkolový podvozek příďového typu. Byl vybaven záchranným padákovým systémem pro případ, že by došlo k selhání křídel.

## Vznik a vývoj

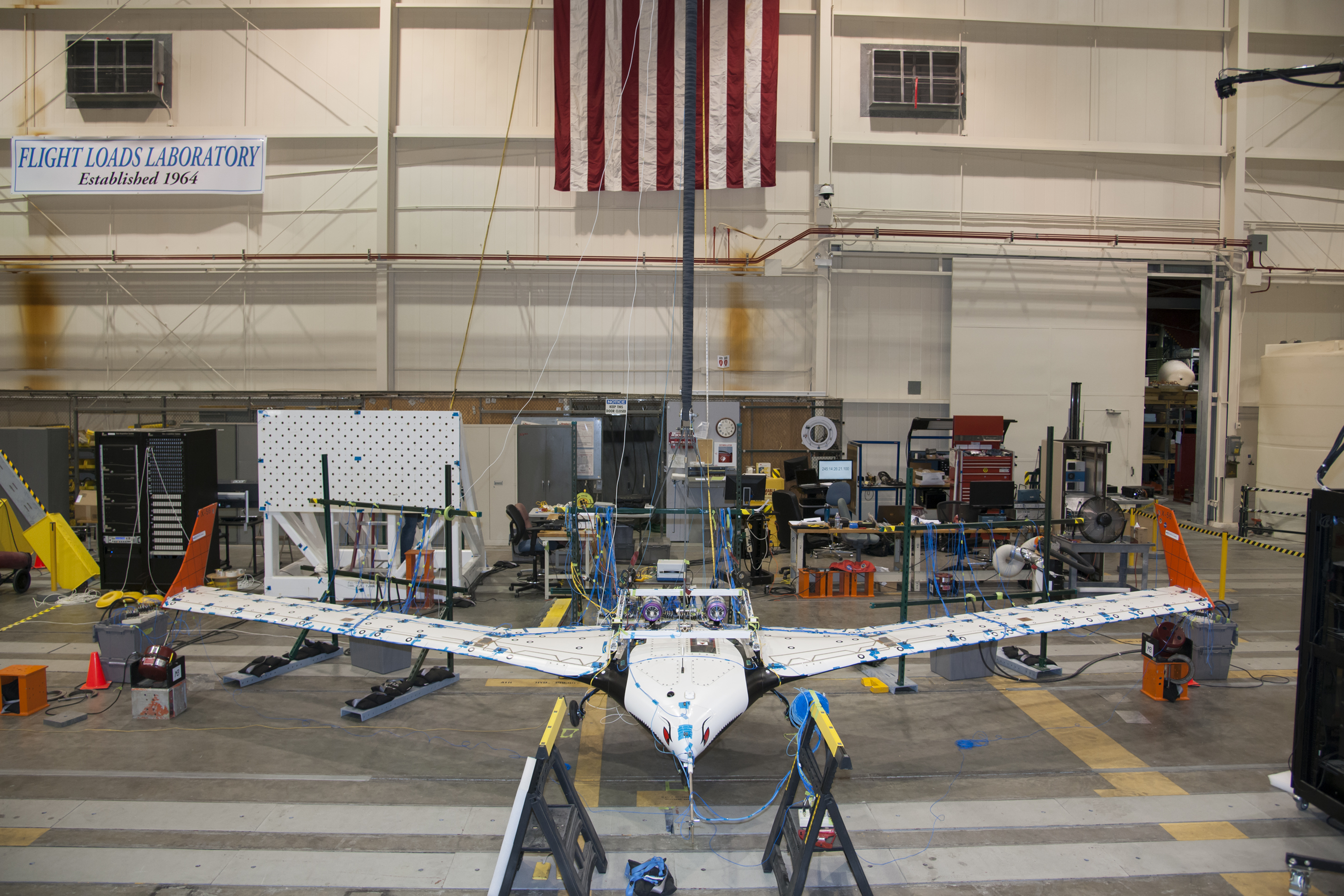
X-56 během pozemních vibračních zkoušek

AFRL ve spolupráci s firmou Lockheed Martin začali spolupracovat na výzkumu technologie aktivního řízení aeroelasticity. Pokud by se podařilo nalézt řešení, znamenalo by to pro letectví pokrok, který by umožnil konstruovat tenčí, lehčí, lépe optimalizovaná křídla s vysokým poměrem stran, než je možné u současných letadel s rigidním křídlem.
AFRL mělo na počáteční program vyčleněno 18 miliónů USD, které měly finančně pokrýt náklady na pořízení dvou draků letadel s trojicí sad aeroelastických křídel s vysokým poměrem stran ze skelných vláken a jedním „tuhým“ křídlem. Vyčleněná částka měla taktéž pokrýt náklady na 20 počátečních letů.
Program letounu měl stanoven tyto cíle:
- zlepšit technologie pro potlačení flutteru
- snížení hmotnosti konstrukce pro zlepšení doletu
- zvýšení poměru stran křídla o 30 až 40 % pro snížení aerodynamického odporu
- vylepšení dlouhodobé strukturální integrity, vlivem snížení zátěže způsobované poryvy

X-56 měl být také přínosem pro vyvíjený projekt vysokolétajícího průzkumného letadla s dlouhou výdrží High-Altitude, Long-Endurance (HALE).
V únoru 2012 bylo letounu přiřazeno označení X-56.
První postavený letoun byl pojmenován jako Fido byl dodán v roce 2013. Druhý letoun, který dostal přezdívku Buckeye,  byl dodán v červnu 2014.

## Operační historie
Počáteční letové zkoušky, které prováděl Lockheed spolu s AFRL začaly v druhé polovině roku 2013 a trvaly až do začátku roku 2014. Při těchto letech se používalo křídlo s pevnou konstrukcí. První operační let X-56A proběhl 26. července 2013 z letecké základny Edwards. Na lety s křídlem s pevnou konstrukcí navázaly začátkem roku 2014 zkušební lety s flexibilními křídly.
Jeden ze dvou postavených X-56A s přezdívkou Fido se zřítil na zkušební střelnici Rogers Dry Lake v Kalifornii 19. listopadu 2015 přibližně v 9:30 místního času. Letoun havaroval krátce po vzletu při zkoušce nepevné části křídla. X-56A Fido měl do té doby za sebou 16 letů v celkové délce 6 hodin.
V říjnu roku 2018 publikovala NASA zprávu, že letoun byl schopný potlačit flutter při rychlosti 203 km/h (110 kn) v konfiguraci s nižší hmotností. Projektový manažer Cheng Moua označil potlačení fluttru u tohoto letounu za průlomové.
19. dubna 2021 zahájil X-56B novou sérii zkušebních letů pod NASA, ve spolupráci s AFRL a společností Northrop Grumman.
 Letové zkoušky, ale neměly dlouhého trvání, neboť již 9. července 2021 X-56B havaroval při pokusu o vzlet.

## Varianty
- X-56A
- X-56B – měl vzniknout přestavbou X-56A, z něhož si zachoval středovou část trupu.[6]

## Specifikace (X-56A)
Technické údaje
- Délka: 2,3 m (7,5 ft)
- Rozpětí křídel: 8,4 m (28 ft)
- Hmotnost: přibližně 220 kg (490 lb)
- Pohonná jednotka:2× proudový motor Jetcat P400 každý o tahu 0,395 kN

Výkony
- Maximální rychlost: 222,3 km/h (138,1 mph)